# シャマフ天体物理天文台

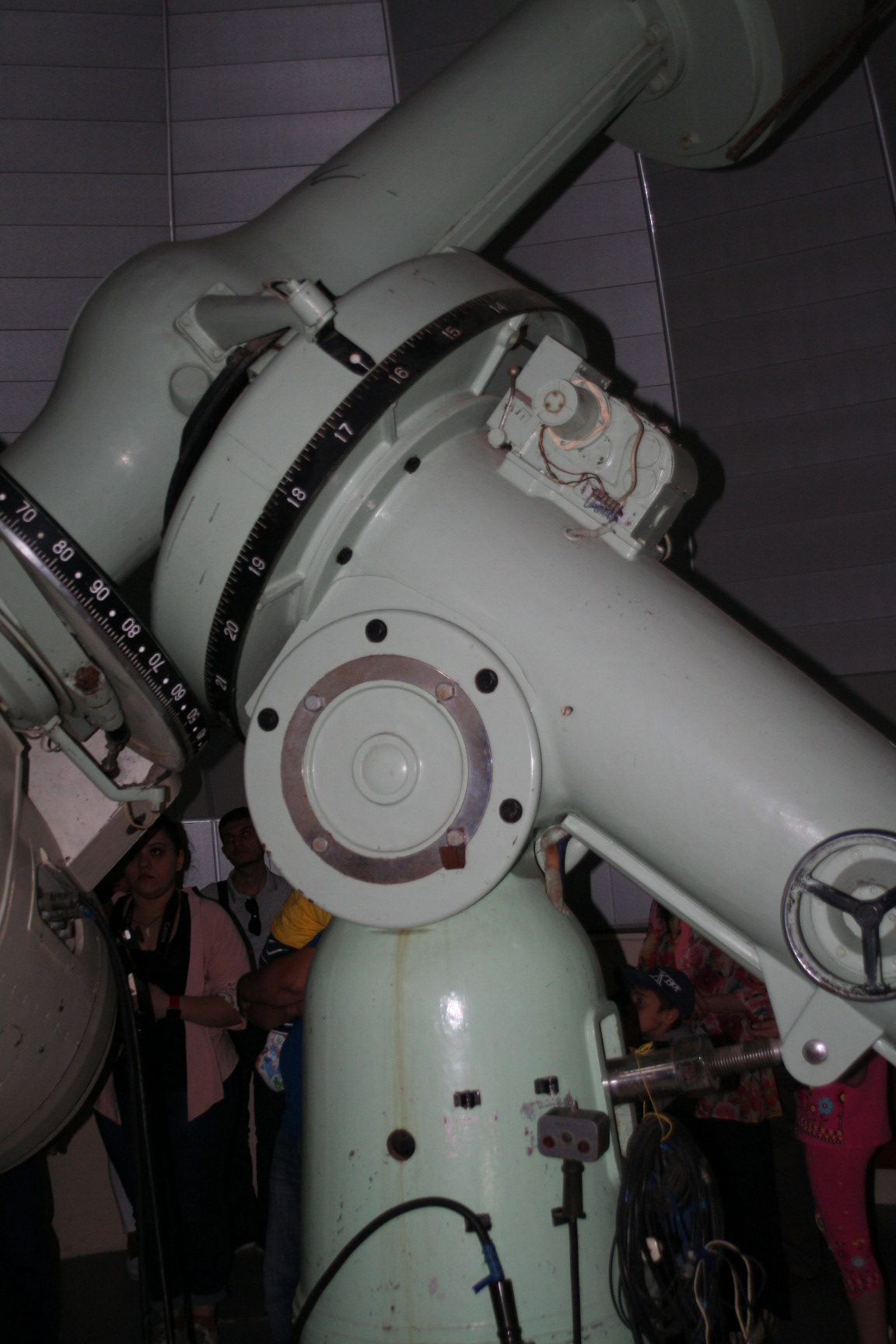
AZT-8望遠鏡。アゼルバイジャンの文化財登録番号321（放物面鏡D=700-mm）

シャマフ天体物理天文台 (シャマフてんたいぶつりてんもんだい アゼルバイジャン語: Azərbaycan Milli Elmlər Akademiyası Nəsirəddin Tusi adına Şamaxı Astrofizika Rəsədxanası, 英語: Shamakhy Astrophysical Observatory、ANAS ShAO) はアゼルバイジャン共和国にある天文台。旧ソビエト連邦時代の1959年11月17日（現地時間）に大コーカサス山脈の北東斜面にある集落に建設された。アゼルバイジャン語の名前の由来は13世紀のペルシア人天文学者ナスィールッディーン・トゥースィーであるが、所在地がシャマフ市のため他言語ではこの名前で呼ばれている。
アゼルバイジャン・ソビエト社会主義共和国閣僚評議会の法令第975号により設立。当ShAOはアゼルバイジャン国立科学アカデミー（ANAS）が運営し、物理系、数学系、技術科学系の各部門の研究機関と位置付けられる。当台はピルクリ山の東部、首都バクーからおよそ150kmに複数の施設があり、海抜は1435–1500 m。観測に適した晴天の夜は、年間150–180日にのぼる。

## 沿革
天体研究を目指してアゼルバイジャン各地に天文学調査団が創設され、1927年からナゴルノ=カラバフDağlıq Qarabağ、カルバジャル県、ラチン県、シャマフ県、ヒジ県 等、将来の天文台設置に適した場所を地域別に選定する方向で工事が進められた。調査の結果、1953年にシャマフ地区のピルクリ山の東部に観測基地を建設し、後に天文台を設置する計画がまとまると、1954年に当時のアゼルバイジャン EA 物理数学研究所内に天体物理学部門を設立して担当させ、その後、1956年に科学アカデミーの天体物理学部門の配下に置いた。1960年以降、 EA の組織はアゼルバイジャンを独立した科学研究機関の立場で組み入れている。
H・F・スルタノフ（Haji bey Sultanovは当台の設立に多大に貢献した人物で、台長を1960年から1981年までつとめた。創設まもない1953年から1959年の時期には本分である天文観測に加え、望遠鏡や機器の装備、職員に天文学の研修を受けさせて配置したり、あるいは将来の天文台の設計や、天文台の構造などが整えていく。SAR創設（ŞAR）と開発には優れた科学者M・M・アリエフ、Y・H・マンマダリエフ、H・M・アブドゥラエフ、R・E・フセイノフ、H・C・マンマドベイリなどが携わった。科学系人材の育成は最高学府にも支えられ、M. V. ロモノーソフ名称モスクワ国立総合大学やサンクトペテルブルク大学、またロシアEAプルコヴォ天文台（Pulkovo rəsədxanasının）、ロシアEAクリミア天文台（Krım rəsədxanasının）からはV・A・クラット、V・V・ソボレフ、O・A・メルニコフ、A・M・ボヤチュク、I・M・コピロフなど。さらにロシアEA地磁気・電離層・電波伝播研究所 (İZMIRAN) の研究に言及されるべきである。

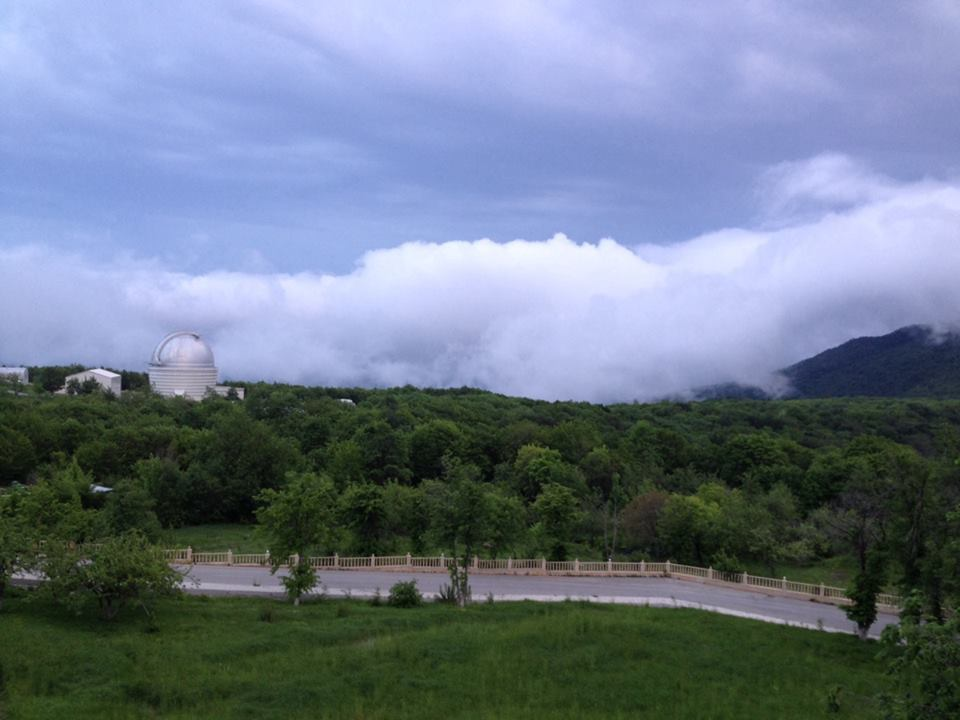
展望エリア

## 望遠鏡
当シャマフ天体物理天文台はソビエト連邦時代にダレスト彗星の光の偏光を測定した
1966年に運用を開始した反射望遠鏡はレンズ口径2 mで、カール・ツァイス・イエナ社製（ドイツ、カール・ツァイス子会社）。放物面鏡の主鏡はD値2080 mm、F値9000 mm。
AZT-15 望遠鏡はレンズ径1メートルのシュミットシステムを備え、1975年に当台に運び込まれた。ところが原因不明のまま主焦点を消失したため、いまだに設置を見送り、付属の機器はShAOの倉庫に保管されたままである。天文台管理局はロシア科学アカデミーの指導部と交渉中で、この望遠鏡設置をロシアと共同企画で推進しようと試みている。
| AZT–8                            | #放物面鏡                            | 700                          | 2820                         | |
| AZT–8                            | 第1のカセグレン式望遠鏡              |                              | 11200                        | - 相対絞り1:16 - 画角40′または13x13 cm2。                                                                        |
| ツァイス600望遠鏡                | 放物面鏡                             | 600                          | 2400                         | カセグレン式望遠鏡 Feqv = 7500。                                                                                 |
| AST-452                          | マクストフカセグレン式望遠鏡         | マクストフカセグレン式望遠鏡 | マクストフカセグレン式望遠鏡 | マクストフカセグレン式望遠鏡                                                                                     |
| AST-452                          | メニスカス凹                         | 350                          |                              | |
| AST-452                          | 反射鏡                               | 490                          |                              | |
| AST-452                          | スコープ                             |                              | 1200                         | - 望遠鏡の焦点面のスケールは 2.86′/mm - 光度は 1:3.4 - 望遠鏡の操作は主焦点とニュートン焦点の2つの光学系を採用。 |
| ASK-5 経緯台式架台シーロスタット | 主焦点                               | 440                          |                              | 視野角 4°14′、視野の線形サイズは 90。                                                                            |
| ASK-5 経緯台式架台シーロスタット | ニュートン焦点                       | 200                          | 17500                        | 視野角 2°52′、視野の線形サイズは 60。                                                                            |
| AFR-3                            | Chromospheric-Photospheric telescope | 対物130                      |                              | Feq=9000 |

### その他の付帯設備
2007年にドイツ製のB-240真空装置を稼働させて、鏡の表面にアルミニウムを蒸着した。2012年にはCCD 光受信機の冷却用に液体窒素LNP-20を製造する極低温設備の稼働を始めた。
2 mカールツァイス社製イエナ反射望遠鏡には以下の付帯設備がある。
- 主焦点は3チャンバー・2回折分光器。

天体の微弱なスペクトル観測用
- 2x2プリズム付きキャンベラ分光器
- CCD光度計BVRc - 微弱な天体の研究用。
- UAGS + Canon + CCD Andor - 天体の微弱なスペクトル観測用。

分光器
- カセグレン焦点分光器 - 中解像度。
  - 高解像度光ファイバー分光器、カセグレン焦点用 - SHAFES（R = 56000、28000、λ 3700-9000Å）
- クーデ焦点エシェル分光器。
- #ツァイス600望遠鏡用 - CCD光度計、BVRcICシステムで動作する。望遠鏡にはセレストロンF/6.3フォーカス・リデューサーを装備しており、光学パワーが1.6倍に増加。
- ASP-20分光器 - ASGシーロスタット、F=7000 mm、D=1.12Å/mm、λ 3600-7000Å。

対物プリズム
- #AST-452望遠鏡用 - 屈折角15˚と35˚40'の2つ。

## 歴代の台長

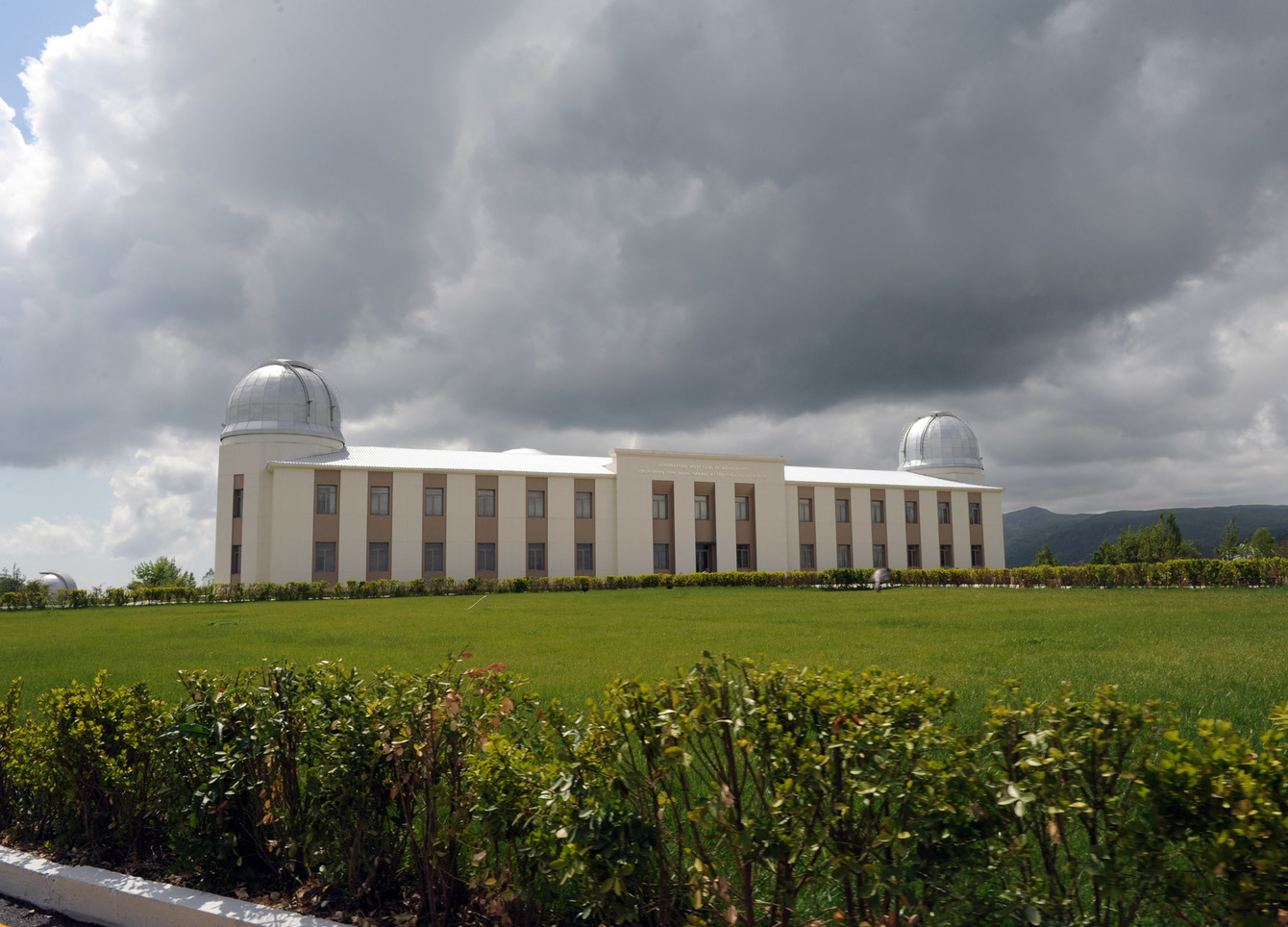
シャマフ天体物理観測所（2013年）

## 著名な天文家
台長を除く。
en:Shamakhy_Astrophysical_Observatory#Eminent_astronomers

### 基礎科学雑誌
『アゼルバイジャン天文学ジャーナル』英語版。

## ギャラリー

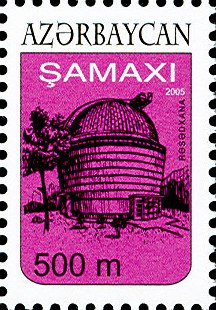
記念切手（2005年アゼルバイジャン、通番694号）

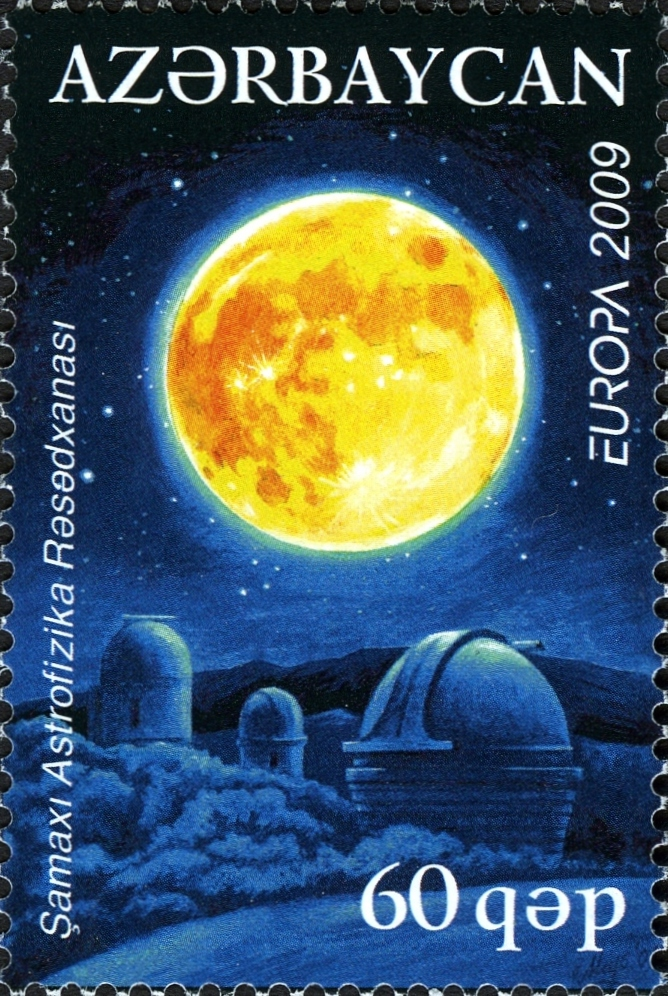
記念切手（2009年アゼルバイジャン、通番862号）

- 内部：第3天文台
- 雪景色の第1天文台（外観）